# أبو مشاري الفارقي
أبو المشاري الفارقي هو كتاب باللغة العربية يستخدم في علم التنجيم في شرق أفريقيا.

## التكهن من خلال الكتب
يستخدم العرافون من قبيلة بانيول [الإنجليزية] في أوغندا كتبًا مثل كتاب أبو المشاري الفارقي أو حتى القرآن الكريم أو كتاب سعتيل حبري للتنبؤ، وغالبًا للإجابة على أسئلة حول صحة عملائهم. ويُعتقد أن تاجرًا عمانيًّا اسمه علي بن نصور عاش في بصلوي [الإنجليزية]، هو من أدخل استخدام الكتب للتنبؤ. كما دعم تجار عرب أو سواحليون آخرون هذه الممارسة. يختار العراف نصًا عشوائيًا من الكتاب ويقرأه بصوت عالٍ باللغة العربية لعميله. ثم يترجمه إلى اللغة المحلية ويشرح كيف يرتبط بمشكلة العميل. يخبر كتاب أبو مشاري الفارقي ما الذي تسبب في المشكلة وكيف يجب علاجها بالأدوية أو الطقوس. وبشكل أكثر تحديدًا، قد يساعد ذلك العراف في معرفة نوع الشخص المسؤول عن مشاكل عميله، وأين يجد الدواء المدفون ونوع التضحية التي يجب تقديمها.

## طالع أيضًا
- التكهن الأفريقي [الإنجليزية]